# ビル・ファッガーバッケ
ビル・ファッガーバッケ（Bill Fagerbakke、1957年10月4日 - ）は、アメリカ合衆国の男性声優、俳優。声優としての代表作は『スポンジ・ボブ』（パトリック・スター役）。

## 人物
身長198cmの巨漢で、アイダホ大学在籍時、アメリカンフットボールの試合に2シーズン分参加したことがある。妻は女優・声優のメアリー・シーア。
シットコムCoachでは補助コーチの役を演じ、1988年の『ファニー・ファーム』にも出演したほか、ブロードウェイ（オフ・ブロードウェイも含む）の舞台にも出演した。
1994年のミニシリーズ『ザ・スタンド』ではトム・カレンを演じ、HBOのテレビドラマ『OZ/オズ』では看守カール・メッツィガーを演じた。
2007年に『HEROES』の「暗殺者」と「犠牲」で Steve Gustavson 役としてカメオ出演した。
『ベニスの商人』のシャイロック役と『人形の家』の Torvald 役に関して映画俳優組合とジュリアード音楽院の演劇部門から批評を受けたことがある。

## 主な出演作品

### 映画
- パーフェクト・ストレンジャー Perfect Strangers (1984)
- 摩天楼はバラ色に The Secret of My Success (1987)
- Almost Partners (1987)
- ファニー・ファーム Funny Farm (1988)
- キャノンズ Loose Cannons (1990)
- ハロウィンナイトミュージアム Under Wraps (1997)
- クリスマス・マジック プレゼントはお天気マシーン The Ultimate Christmas Present (2000)
- ケン・パーク Ken Park (2002)
- Quigley (2003)
- Callback (2005)
- Shrieking Violet (2007) Larchmont
- Finding Amanda (2008) Larry
- ジェニファーズ・ボディ Jennifer's Body(2008)（ジョナの父）
- アーティスト The Artist (2011)（警官）

### オリジナルビデオ
- スペース・バディーズ 小さな5匹の大冒険 Space Buddies (2009)（Pi）

### テレビドラマ
- Coach (1989)
- ザ・スタンド The Stand (1994)
- Dumb and Dumber (1995)
- ジュマンジ Jumanji (1996) （アラン・パリッシュ）
- OZ/オズ Oz (1997年-2003年)（カール・メッツィガー）

### テレビアニメ
- ガーゴイルズ Gargoyles (1994)（ブロードウェイ、ハリウッド）
- Beethoven (1994) (TVシリーズ)
- スポンジ・ボブ SpongeBob SquarePants (1999-) （パトリック 他）
- ビリー&マンディ The Grim Adventures of Billy and Mandy（サッド）
- スターシップ・トゥルーパーズ Roughnecks: The Starship Troopers Chronicles  Sgt. Gossard (1999)
- Lloyd in Space (2001) Larry, Kurt
- FF：U 〜ファイナルファンタジー:アンリミテッド〜 Final Fantasy Unlimited (2002) Fungus（一部回のみ）
- ウィッチ -W.I.T.C.H.- W.I.T.C.H. (2006) Gulch & Karl Deplerson ("V is for Victory")
- The Kid Animated Series (2007) Ñoño
- キム・ポッシブル Kim Possible (2007) マイロン
- トランスフォーマー アニメイテッド Transformers Animated (2008)（アイアンハイド、マスター・ディザスター、ホットショット）
- スペクタキュラー・スパイダーマン The Spectacular Spider-Man (2009)(ハイドロマン)
- バットマン:ブレイブ&ボールド Batman: The Brave and the Bold (2010) (ロニー・レイモンド、鉛)

### OVA
- わんわん物語2 Lady and the Tramp 2: Scamp's Adventure (2001)
- バルト 大空に向かって Balto III: Wings of Change (2004)ラルフ
- The Legend of Frosty the Snowman (2005)  Frosty the Snowman
- The Madagascar Penguins in a Christmas Caper (2005) Ted the Polar Bear

### 劇場版アニメ
- ノートルダムの鐘 The Hunchback of Notre Dame (1996) とんまな兵士
- スポンジ・ボブ/スクエアパンツ ザ・ムービー The SpongeBob SquarePants Movie (2004) パトリック
- 紅の豚 Porco Rosso (2005)
- スポンジ・ボブ 海のみんなが世界を救Woo! The SpongeBob Movie: Sponge Out of Water(2015) パトリック
- スポンジ・ボブ: スポンジ・オン・ザ・ラン The SpongeBob Movie: Sponge on the Run(2020) パトリック